# Kaliwedi Kidul
Kaliwedi Kidul is een bestuurslaag in het regentschap Cirebon van de provincie West-Java, Indonesië. Kaliwedi Kidul telt 4167 inwoners (volkstelling 2010).